# Dhiraar bin Al-Azwar
Dhiraar bin al-azwar bin Malik ibn Aws bin Rabia Jadhimah bin Malik bin Sha'labah Asad bin Khuzaymah Mudrikah bin Ilyas Mudar Bin Nizar bin Maad Adnan al-Asadi (en arabe : ضرار بن الأزور وهو مالك بن أوس بن جذيمة بن ربيعة بن مالك بن ثعلبة بن أسد بن دودان بن أسد بن خزيمة بن مدركة بن إلياس بن مضر بن نزار بن معد بن عدنان، الأسدي جذيمة بن دودان بن أسد بن خزيمة بن مدركة بن إلياس بن مضر بن نزار بن معد بن عدنان ), communément appelé Dhiraar bin al-Azwar (en arabe : ضرار بن الأزور), est un compagnon du prophète de l'islam Mahomet, et frère de Khawlah bint al-Azwar. Il est également connu pour être appelé Abu Bilal (أبو بلال).
Dhiraar était connu comme un guerrier féroce et un grand cavalier avant l'islam,. Dhiraar a été reconnu comme une figure militaire victorieuse lors de la conquête musulmane du Levant sous le commandement du général Khalid ibn al-Walid et est devenu célèbre en étant surnommé Le Soldat nu ou Le Champion Nu, pour sa tendance à se battre sans armure. Dhiraar était un membre des Mubarizun, unité d'élite de l'armée Rashidun. Dhiraar accompagna Khalid dans la plupart, sinon la totalité, de ses campagnes notables, notamment les guerres de Ridda, la bataille de Yarmouk et la bataille d'Ajnadayn.[réf. nécessaire]

## Biographie

### Jeunesse
Né au VIIe siècle, Dhiraar serait le fils d'un des chefs de Bani Assad, un Mazyadide, Malik bin Aws. Sa lignée remonte à Malik, fils d'Aws, fils de Jadhimah, fils de Rabia, fils de Malik, fils de Sha'labah, fils d'Assad, fils de Khuzaymah, fils de Mudrikah, fils d'Ilyas, fils de Muda, fils de Nizar, fils d'Adnan al-Asadi,,.
Il est devenu musulman après la conquête, Il était connu comme un homme riche ayant embrassé l'Islam avec enthousiasme, et délaissant l'ensemble de ses richesses au nom de sa foi sincère. Et ce malgré le fait que Mahomet ait précisé qu'il est permis aux musulmans de posséder des biens acquis avant leur conversion à l'islam. Sa famille était parmi les premières converties. Après la bataille de la Tranchée, il a été envoyé avec Tulayha bin Khuwailid chez ses parents, les Bani Assad, pour les exhorter à embrasser l'Islam. Il était connu de sa tribu sous le nom d'al-Azwar.

### Guerres de Ridda
Pendant la période initiale des guerres de Ridda, Dhiraar a agi en tant que collecteur d'impôts. Par la suite, il participa à de nombreuses batailles en tant que soldat ordinaire et servit d'éclaireur pour la garde de cavalerie mobile d'élite dirigée par le célèbre général Khalid bin al-Walid. À un moment donné, il y eut une révolte d'apostasie dans son clan, dirigé par Tulayha et il fut envoyé par Muhammad pour réprimer cette rébellion.
Dhiraar a été envoyé par Khalid pour diriger un détachement composé de guerriers Banu Tamim pour affronter Malik ibn Nuwayrah, chef du Bani Yarbu', un clan Banu Tamim, à la suite d'accusations d'apostasie 

### Bataille d'Ajnadayn
L'armée du califat Rashidun a quitté la capitale Médine probablement durant l'automne 633 ou au début de l'année 634, a combattu et a vaincu les Byzantins à Dathin le 4 février. Après cela, l'empereur Héraclius, à Emesa (aujourd'hui Homs, en Syrie), fit envoyer des renforts au sud pour protéger Césarée. En réaction à cette manœuvre, le commandant Khalid ibn al-Walid a reçu l'ordre d'interrompre les opérations contre l'Empire sassanide et d'atteindre la Syrie, ce qui l'a amené à engager le combat.
Waqidi a enregistré un événement particulier, lorsque Dhiraar s'est livré à un duel d'homme à homme contre le commandant byzantin Vahan. Dhiraar abandonna son armure pendant le duel, qui fut très féroce, jusqu'à ce que sa lance pénètre dans la poitrine de son adversaire. Les témoins racontent que Dhiraar a éliminé au moins trente soldats byzantins. Leur mort a semé le désordre parmi les rangs byzantins et a conduit à une perte de confiance des soldats, chose que Khalid a utilisé à son avantage.
Le 24 avril 634, après la défaite des Ghassanides alliés aux Byzantins, les forces de Khalid ont pu investir Bosra, en Syrie, pratiquement sans opposition. Ainsi, les soldats allèrent se joindre aux forces d'Amr ibn al-As dans un endroit connu traditionnellement sous le nom d'Adjnadayn.

### Bataille de Yarmouk
Au cours de la bataille de Yarmouk, Dhiraar fut désigné la plupart du temps comme éclaireur de l'armée musulmane, surveillant généralement le champ de bataille avec de petits groupes de cavaliers pour déterminer la meilleure façon d'aborder les forces byzantines.[réf. nécessaire]
Il est enregistré par Ibn Taymiyyah et Muhammad Yusuf Al Dihlawi, auteurs de Hayatus Sahabah, que dans un affrontement en particulier, un rang de musulmans a reculé devant l'assaut byzantin, tandis que Dhiraar, accompagné de Ikrimah ibn Abi Jahl et de 400 hommes, tenta de compenser cette défection en défendant avec succès la position musulmane jusqu'à ce que les rangs musulmans en fuite reviennent sur le champ de bataille et renforcent à nouveau la position,.
Al-Harith bin Hisham et Diraar bin Al-Azwar ont tous deux prêté serment avec 400 hommes et chevaliers. Ils se sont battus devant la tente de commandement de Khalid jusqu'à ce qu'ils soient tous mutilés par des blessures. Beaucoup d'entre eux sont morts après l'affrontement en raison de graves blessures, notamment Ikrimah. Bien que certains comme Dhiraar se sont rétablis.

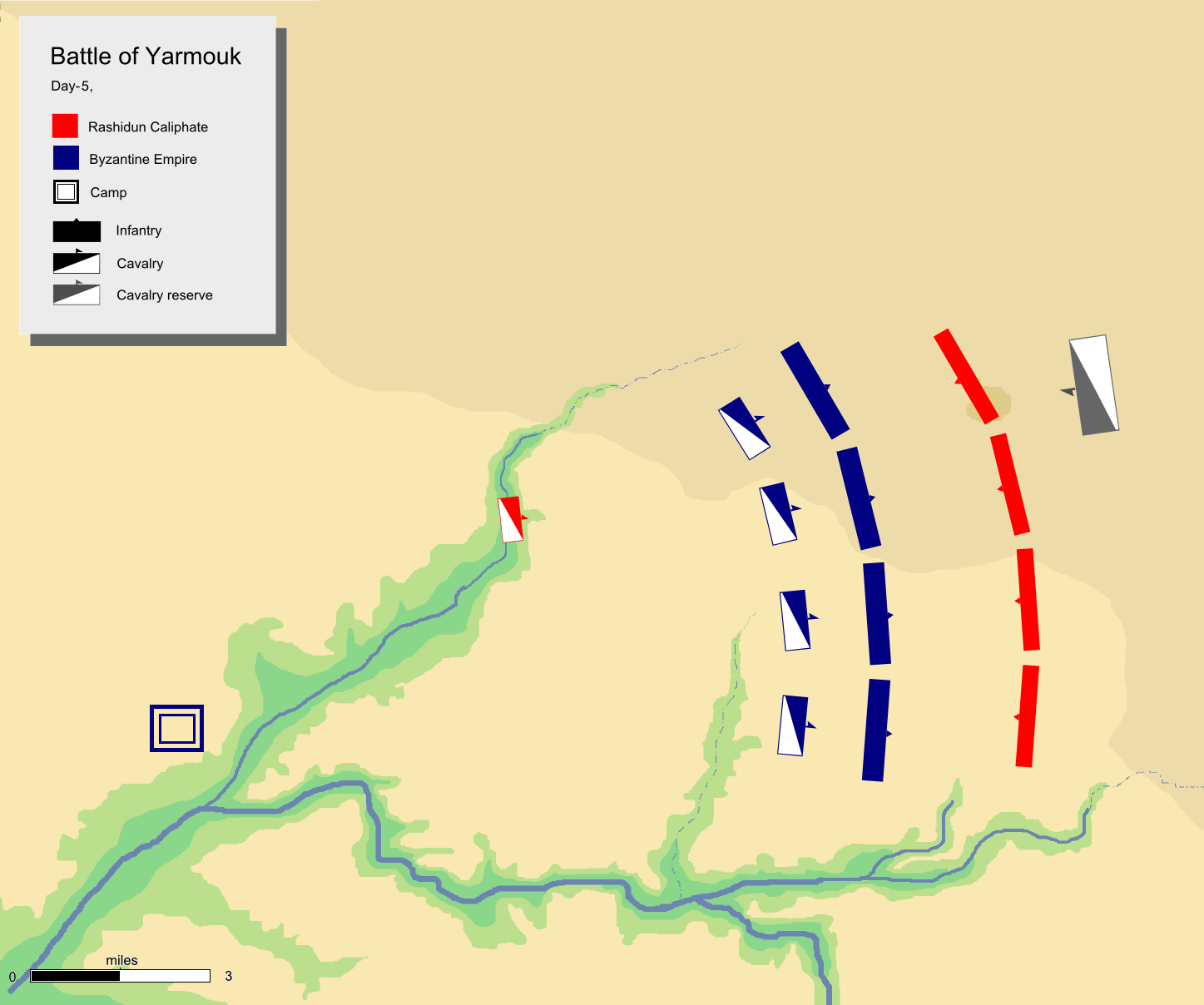
Déploiement de troupes le cinquième jour. Les troupes de Dhiraar attendaient à l'extrême gauche pour tendre une embuscade à l'armée byzantine en déroute.

Dhiraar a joué un rôle de premier plan lorsque Khalid l'a chargé de capturer un pont à Ayn al-Dhakar pour traverser en toute sécurité les gorges profondes des ravins de Wadi-ur-Ruqqad avec 500 soldats dans la nuit du cinquième jour. Il reçut alors l'ordre de Khalid d'y placer une embuscade pour éliminer les armées byzantines qui avaient été mises en déroute et qui avaient l'intention d'utiliser ce pont comme moyen de se retirer.
Le jour suivant, Dhiraar s'est déplacé avec 500 troupes à cheval autour du flanc nord des Byzantins et a capturé le pont. Le plan a réussi alors que les Byzantins se sont retirés sur ce chemin, où Dhiraar les attendait sur le pont de Wadi ar-Raqqad. Les Byzantins étaient désormais encerclés de tous côtés. Certains sont tombés dans les ravins profonds des pentes abruptes, d'autres ont tenté de s'échapper dans les eaux, pour être écrasés sur les rochers en contrebas et encore d'autres ont été tués dans leur fuite. Bien qu'un grand nombre de soldats aient réussi à échapper au massacre, certains peuvent avoir été capturés lors de la poursuite ultérieure. Les musulmans n'ont fait aucun prisonnier dans cette bataille. Le général byzantin, Théodore Trithyrius, et quelques autres généraux étaient parmi les victimes.[réf. nécessaire]
Après cette bataille, le Calife Umar a ordonné à une partie des troupes Rashidun de Yarmouk d'être transférées en Irak en tant que renforts pour aider Sa`d ibn Abi Waqqas dans la bataille d'al-Qadisiyya contre l'Empire sassanide et Dhiraar était parmi eux.

### Carrière ultérieure
Il a été capturé par les forces byzantines lors de la bataille de Sanita al uqab. Peu de temps après, il a été secouru par une équipe dirigée par sa sœur, Khawlah bint al-Azwar. Certains commentaires critiquent l'authenticité du sauvetage de Khawlah parce qu'il a été enregistré sans citations approuvées par les savants de cette époque et uniquement par al-Waqidi, qui a été critiqué par Ahmad Ibn Hanbal, al-Shafi'i, al-Bukhari et d'autres comme peu fiables.

### Mort
Il est largement admis que le jeune Sahabi est mort en Syrie, victime de la peste d'Emmaüs qui a éclaté au Levant et dans l'ouest de l'Irak, coûtant la vie à de nombreux autres compagnons pieux, dont Abu Ubayda ibn al-Djarrah. Le moment de sa mort serait 18 AH / 640 AD et son dernier lieu de repos est en Syrie.
Pourtant, d'autres récits de la mort de Dhiraar bin al-Azwar existent. Par exemple, Ibn 'Abd al-Barr a déclaré qu'il a été tué à la bataille d'Ajnadayn. Ceci est contraire au rapport d'al-Waqidi selon lequel il est mort à la bataille de Yamama. En outre, il a été rapporté par Ibn Hajjar qu'après que Dhiraar ait assassiné Malik ibn Nuwayrah, a commis l'adultère avec une esclave enlevée de la campagne, le général Khalid a reçu l'ordre du calife Umar de l'exécuter en raison de ses crimes. Cependant, avant que Khalid ne reçoive l'ordre d'exécuter Dhiraar, il était déjà mort. Il y a une certaine controverse concernant les traductions textuelles, ce qui rend difficile de discerner si Dhiraar est mort à ce moment-là ou non (quelle qu'en soit la cause), comme il est enregistré par Bayhaqi.
Ibn Hajjar suppose qu'il y avait deux personnes différentes appelé Dhiraar. La première a été Dhiraar bin al-Azwar de la tribu d'Asad et l'autre nommé Dhiraar bin al-Khattab. Ainsi, certains chroniqueurs comme Abd al-Barr a fait l'erreur de l'identification de ces deux personnes différentes comme l'un. Bien que la confusion est évidente ici, les anciens chroniqueurs tels que Abu Ismail al-Azdi et Sayf ibn Omar étaient conscients de l'existence de deux Dhiraars mais ils ont également enregistré que deux Dhiraar al-Azwar et Dhiraar bin al-Khattab étaient présents dans la campagne Syrienne, en particulier lors de la Bataille de Yarmouk, rejetant ainsi les revendications dal-Barr et al-Waqidi.

## Héritage
La mosquée Dirar bin al-Azwar a été construite à l'occasion de sa commémoration. La mosquée est située dans la partie nord de la vallée du Jourdain à côté du mausolée d'Abu Ubayda ibn al-Djarrah, dans une zone où se sont produites des premières batailles entre les musulmans et l'empire byzantin.

### Dans la culture populaire
Plusieurs films du XXe siècle sur les conquêtes musulmanes incluaient Dhiraar parmi les personnages :
- L'acteur syrien Ahmed Slan a joué le rôle de Dhiraar bin al-Azwar dans la première saison de la série Khalid ibn al-Walid, réalisé par le Jordanien Mohammed Azizia
- L'acteur égyptien Abdullah Ghaith a joué le rôle dans la série Under the Shade of Swords[20], du réalisateur égyptien Saeed Al-Rashidi